# Scrophularia stylosa
Scrophularia stylosa är en flenörtsväxtart som beskrevs av Tsoong. Scrophularia stylosa ingår i släktet flenörter, och familjen flenörtsväxter. Inga underarter finns listade i Catalogue of Life.